# Илаймахаритра, Марко
Марко Илаймахаритра (фр. Marco Ilaimaharitra; 26 июля 1995, Мюлуз, Франция) — французский футболист малагасийского происхождения, полузащитник клуба «Стандард» и сборной Мадагаскара.

## Карьера

### Клубная карьера
Марко начал заниматься футболом в клубе из своего родного города, «Кото Мюлуз», затем перешёл в юношескую команду «Мюлуза».
В 2008 году Илаймахаритра присоединился к «Сошо». 24 апреля 2013 года полузащитник дебютировал за вторую команду «монбельярцев» в Национальном дивизионе 2.
14 декабря 2013 Марко провёл первый матч в Лиге 1 против «Ниццы». Всего в сезоне 2013/14 Илаймахаритра провёл 12 матчей первенства, однако «Сошо», заняв 18 место, покинул Лигу 1.
17 октября 2014 года полузащитник отметился первым забитым мячом в профессиональной карьере.
14 марта 2015 перед матчем с «Осером» в отеле, в котором остановилась команда, произошёл пожар, в результате чего Марко, а также его одноклубник, Флориан Тардью были госпитализированы. Однако Илаймахаритра сумел принять участие в игре, выйдя на замену в конце встречи, которую «Сошо» проиграл со счётом 0:1.
Летом 2017 года Илаймахаритра подписал четырёхлетний контракт с клубом чемпионата Бельгии «Шарлеруа».

### В сборной
Марко в составе юношеской сборной Франции (до 19 лет) принимал участие в трёх играх квалификационного раунда Чемпионата Европы. Французы все три встречи закончили вничью и не смогли пройти в элитный раунд.
В 2015 году полузащитник провёл 3 матча, в том числе и финальный с юношеской сборной Марокко, на Тулонском турнире.
За сборную Мадагаскара Илаймахаритра дебютировал 11 ноября 2017 года в товарищеском матче со сборной Комор.
Илаймахаритра был включён в состав сборной Мадагаскара на Кубок африканских наций 2019. Во втором матче против Бурунди он на 76-й минуте забил гол, а его команда победила 1:0.

## Достижения
Франция (до 20)
- Победитель Турнира в Тулоне (1): 2015